# Mārcis Ošs
Mārcis Ošs (ur. 25 lipca 1991 w Limbaži) – łotewski piłkarz występujący na pozycji obrońcy w łotewskim klubie SK Super Nova. Wychowanek FK Auda, w swojej karierze grał także w takich klubach, jak FK Limbaži, Górnik Zabrze, FK Jelgava i Spartaks Jūrmala.
W reprezentacji Łotwy zadebiutował 28 marca 2017 w przegranym 0:5 meczu towarzyskim z Gruzją.

## Sukcesy

### FK Jelgava
- Puchar Łotwy: 2013/14, 2014/15